# Estrela Clube Primeiro de Maio
L'Estrela Clube Primero de Maio è una società calcistica angolana con sede a Benguela.

## Palmarès

### Competizioni nazionali
- Girabola: 2

1983, 1985
- Coppa d'Angola: 3

1982, 1983, 2007
- Supercoppa d'Angola: 1

1985
- Gira Angola: 2

2010, 2015

### Altri piazzamenti
- Coppa CAF:

Finalista: 1994